# RING (B'zの曲)
「RING」（リング）は、日本の音楽ユニット・B'zの楽曲。2000年10月4日にVERMILLION RECORDSより30作目のシングルとして発売された。

## 概要
11thアルバム『ELEVEN』からの先行シングル。
ジャケット写真は能古島にあるのこのしまアイランドパークで、台風通過後の雨上がりの中で撮影された。
松田聖子のオリコン首位獲得数25作を抜いて、26作となり約4年6か月ぶりに首位獲得数歴代1位による新記録を達成した。
なおこのシングルはB'zが20世紀最後にリリースしたシングルである。

## 収録曲
| 全作詞: 稲葉浩志、全作曲: 松本孝弘、全編曲: 松本孝弘・稲葉浩志。 |                                         |          |            |      |
| #                                                                | タイトル                                | 作詞     | 作曲・編曲 | 時間 |
| 1.                                                               | 「RING」(ストリングスアレンジ:池田大介) | 稲葉浩志 | 松本孝弘   | 4:02 |
| 2.                                                               | 「guilty」                              | 稲葉浩志 | 松本孝弘   | 3:28 |
| 合計時間:                                                        | 合計時間:                               | 7:30     |            |      |

## 楽曲解説
1. RING
  - 半音階を用いたオリエンタルな雰囲気のバラード[5]。
  - タイトルの「RING」は「（鈴などが）鳴る」という意味[6]。
  - 松本によると、1999年の『B'z LIVE-GYM'99 "Brotherhood"』ツアー終了後より始まった『ELEVEN』のレコーディングで最初に出来たという[7]。曲自体はツアーの福岡ドーム公演の際の楽屋で書かれたもので、映像作品『The true meaning of "Brotherhood"?』の特典映像として、レコーディング風景が収録されている[7]。
  - 同年に行われた『B'z LIVE-GYM Pleasure 2000 "juice"』で、28人のストリングス隊と共に未発表曲として[6]演奏された。
  - MVは、3倍速になった音に対して松本と稲葉が手と口の動きを合わせるというハイスピード撮影によるもの[8]。監督は「FIREBALL」「Calling」「HOME」「The Wild Wind」のMVを手掛けた下山天が担当した[9]。
  - 発売時には松本・稲葉ともに満足度が高いと発言しており、「（B'zのシングル曲では）珍しい前衛的な曲」[10]と評されたが、翌年に行われた『B'z LIVE-GYM 2001 "ELEVEN"』ではアルバム収録のシングル曲であるが演奏されず、それ以降のライブでも一切演奏されていない。
  - 元々は27thシングル『今夜月の見える丘に』の2nd beatに収録される予定だった[11]。
2. guilty
  - ギターリフのアイデアから制作された[7]。
  - 歌詞は社会問題を題材にしている[12]。
  - アルバム未収録かつ、ライブ未演奏曲。

## タイアップ
- 読売テレビ・日本テレビ系ドラマ『明日を抱きしめて』主題歌（#1）

## 参加ミュージシャン
- 松本孝弘:ギター、全曲作曲・編曲
- 稲葉浩志:ボーカル、全曲作詞・編曲
- 池田大介:ストリングスアレンジ（#1）
- 山木秀夫:ドラム（#1）
- 黒瀬蛙一:ドラム（#2）
- 中村“キタロー”幸司:ベース（#1）
- 明石昌夫:ベース（#2）
- 小野塚晃:ピアノ（#1）
- 篠崎Strings:ストリングス（#1）

## 収録アルバム
RING
- ELEVEN
- B'z The Best "Pleasure II"
- B'z The Best XXV 1999-2012

## ライブ映像作品
RING
- B'z LIVE-GYM Hidden Pleasure 〜Typhoon No.20〜
- B'z COMPLETE SINGLE BOX（特典DVD）